# اندیس مهدی‌آباد (۱)
مهدی آباد(۱) یک اندیس فلزی است که در حوالی شهر شمش استان یزد قرار دارد و مادهٔ معدنی موجود در آن، سرب و روی است.  